# Wieluń (district)
Wieluń (powiat wieluński) is een Pools district (powiat) in de woiwodschap Łódź. De oppervlakte bedraagt 576,22 km², het inwonertal 77.513 (2014). Wieluń is de enige stad in de powiat.

## Gemeentes
Wieluń, Biała, Czarnożyły, Konopnica, Mokrsko, Osjaków, Ostrówek, Pątnów, Skomlin en Wierzchlas.
Stadsdistricten:
Łódź · Piotrków Trybunalski · Skierniewice

Districten:
Bełchatów · Brzeziny · Kutno · Łask · Łęczyca · Łowicz · Łódź Oost · Opoczno · Pabianice · Pajęczno · Piotrków · Poddębice · Radomsko · Rawa · Sieradz · Skierniewice · Tomaszów Mazowiecki · Wieluń · Wieruszów · Zduńska Wola · Zgierz